# Daoko
Daoko (だをこ, ダヲコ, DAOKO; Tokyo, 4 marzo 1997) è una cantautrice e rapper giapponese.
Ha iniziato la sua carriera nel 2012 quando uno dei suoi video caricati su Nico Nico Douga ricevette attenzioni.

## Carriera
All’età di 15 anni pubblica il suo primo album Hyper Girl: Mukōgawa no Onna no Ko attraverso l’etichetta Low High Who? Production. Durante il periodo indie non mostrava il suo volto, come da regolamento imposto dal suo liceo.
Fin da subito catturò l’attenzione di numerosi artisti e la sua popolarità crebbe quando nel 2014 prestò la voce al pezzo composto da TeddyLoid per il video musicale “Me!Me!Me!”, appartenente al progetto Nihon animator mihon’ichi prodotto da Hideaki Anno.
Dopo aver pubblicato altri due album con Low High Who? Production, Gravity a dicembre del 2013 e Dimension a febbraio del 2015, a marzo dello stesso anno debutta con la casa discografica Toy’s Factory, pubblicando l’album Daoko e ad ottobre il suo primo singolo “ShibuyaK”, oltre ad esibirsi nel suo primo live ad agosto.
Ad agosto del 2017 esce il singolo di grande successo “Uchiage Hanabi”, realizzato in collaborazione con Kenshi Yonezu come colonna sonora per il film Fireworks, accompagnato dal video musicale che conta ad oggi oltre 400.000.000 visualizzazioni su YouTube. Sempre nel 2017 realizza le ending “Haikei Goodbye Sayonara” e “Cinderella Step” per l’anime Shingeki no Bahamut e Step Up Love con Yasuyuki Okamura per Blood Blockade Battlefront. A dicembre viene pubblicato l’album Thank You Blue.
A dicembre del 2018 esce il terzo album Shiteki Ryoko ed il 31 fa la sua prima apparizione al NHK Kōhaku Uta Gassen, il più prestigioso programma musicale giapponese, cantando Uchiage Hanabi.
Ad ottobre del 2019 esce l’album DAOKO×Dragalia Lost, le cui canzoni sono presenti nel gioco Dragalia Lost. A luglio del 2020 esce il suo quinto album, anima.

## Discografia

### Album in studio
| Titolo                                                           | Dettagli | Classifiche |
| Titolo                                                           | Dettagli | JPN         |
| ---------------------------------------------------------------- | --- | ----------- |
| Hyper Girl: Mukōgawa no Onna no Ko (HYPERGIRL-向こう側の女の子-) | - Pubblicato: 5 dicembre 2012 - Etichetta: Low High Who? Produzione - Formati: CD, download digitale                                 | -           |
| Gravity                                                          | - Pubblicato: 11 dicembre 2013 - Etichetta: Low High Who? Produzione - Formati: CD, download digitale                                | 200         |
| Dimension                                                        | - Pubblicato: 4 febbraio 2015 - Etichetta: Low High Who? Produzione - Formati: CD, download digitale                                 | 207         |
| Daoko                                                            | - Pubblicato: 25 marzo 2015 - Etichetta: Toy's Factory - Formati: CD, download digitale                                              | 50          |
| Thank You Blue                                                   | - Pubblicato: 20 dicembre 2017 - Etichetta: Toy's Factory - Formati: CD, download digitale                                           | 13          |
| Shiteki Ryoko (私的旅行)                                         | - Pubblicato: 12 dicembre 2018 - Etichetta: Toy's Factory - Formati: CD, download digitale                                           | 19          |
| DAOKO×Dragalia Lost (DAOKO×ドラガリアロスト)                     | - Album in collaborazione con Dragalia Lost - Pubblicato: 9 ottobre 2019 - Etichetta: Toy's Factory - Formati: CD, download digitale | 12          |
| anima                                                            | - Pubblicato: 29 luglio 2020 - Etichetta: Toy's Factory - Formati: CD, download digitale                                             | 25          |

### Extended play
| Titolo                        | Dettagli |
| ----------------------------- | --- |
| Shoki Shōjō(初期症状)         | - Pubblicato: 20 luglio 2012 - Etichetta: Low High Who? Produzione - Formati: download digitale                                |
| Ututu                         | - Pubblicato: 11 settembre 2013 - Etichetta: Low High Who? Produzione - Formati: CD, download digitale                         |
| Kirei Goto(きれいごと)        | - Album in collaborazione con koducer - Uscita: 24 dicembre 2014 - Etichetta: Fly N 'Spin Records - Formati: download digitale |
| Charm Point(チャームポイント) | - Pubblicato: 20 dicembre 2017 - Etichetta: Toy's Factory - Formati: download digitale                                         |

### Singoli
| Titolo                                                            | Anno | Classifiche | Classifiche | Certificazioni                                        | Vendite                                | Album          |
| Titolo                                                            | Anno | JPN         | JPNHot      | Certificazioni                                        | Vendite                                | Album          |
| ----------------------------------------------------------------- | ---- | ----------- | ----------- | ----------------------------------------------------- | -------------------------------------- | -------------- |
| "ShibuyaK"                                                        | 2015 | 23          | 17          |                                                       |                                        | Thank you blue |
| "Samishii Kamisama" (さみしいかみさま)                            | 2015 | 23          | -           |                                                       |                                        | Thank you blue |
| "Moshimo Bokura ga GAME no Shuyaku de" (もしも僕らがGAMEの主役で) | 2016 | 29          | 53          |                                                       |                                        | Thank you blue |
| "Daisuki" con TeddyLoid (ダイスキ)                                | 2016 | 29          | -           |                                                       |                                        | Thank you blue |
| "Bang!"                                                           | 2016 | 29          | -           |                                                       |                                        | Thank you blue |
| "Uchiage Hanabi" con Kenshi Yonezu (打上花火)                     | 2017 | 9           | 1           | - RIAJ : Platino (2) (DL) - RIAJ: Platino (Streaming) | - JPN: 500.000 (DL) - JPN: 30.000 (CD) | Thank you blue |
| "Step Up LOVE" con Yasuyuki Okamura (ステップアップLOVE)          | 2017 | 8           | 10          |                                                       | - JPN: 16.000 (CD)                     | Thank you blue |

### Singoli promozionali
| Data di uscita    | Titolo                                                         |
| ----------------- | -------------------------------------------------------------- |
| 18 febbraio 2017  | "Kakurenbo" (かくれんぼ)                                       |
| 15 aprile 2017    | "Haikei Goodbye Sayõnara"(拝啓グッバイさようなら)              |
| Il 2 agosto 2017  | "Forever Friends"                                              |
| 18 ottobre 2017   | "Step Up LOVE" con Okamura Yasuyuki (ステップアップLOVE)       |
| 20 dicembre 2017  | "Charm Point" (チャームポイント)                               |
| 25 settembre 2018 | "Owaranai Sekai de" (終わらない世界で)                         |
| 17 novembre 2018  | "Bokura no Network" con Nakata Yasutaka (ぼくらのネットワーク) |
| 24 aprile 2019    | "Drama" con Takeshi Kobayashi (ドラマ)                         |
| 3 luglio 2019     | "Senkyaku Banrai" con MIYAVI (千客万来)                        |
| 30 settembre 2019 | "Hajimemashite no Kimochi wo" (はじめましての気持ちを)         |
| 9 ottobre 2019    | "Anniversary"                                                  |
| 15 gennaio 2020   | "Otogi no Machi" (御伽の街)                                    |
| 25 marzo 2020     | "Ocharaketa yo" (おちゃらけたよ)                               |

## Premi e riconoscimenti
| Anno | Cerimonia                         | Premio                   | Lavoro nominato | Risultato |
| ---- | --------------------------------- | ------------------------ | --------------- | --------- |
| 2015 | 2015 MTV Video Music Awards Japan | Next Break Artist        |                 | Candidata |
| 2018 | Space Shower Music Awards         | Song of the Year         | Uchiage Hanabi  | Vinto     |
| 2018 | Space Shower Music Awards         | Best Breakthrough Artist | Herself         | Vinto     |
| 2018 | MTV Europe Music Award            | Best Japanese Act        | Herself         | Candidata |
| 2019 | Space Shower Music Awards         | Best Female Artist       | Herself         | Candidata |